# فرد تشايلد
فرد تشايلد (بالإنجليزية: Fred Child)‏ هو مقدم برامج إذاعية أمريكي، ولد في 30 مارس 1963 في هنتسفيل في الولايات المتحدة.

## وصلات خارجية
- فرد تشايلد على موقع ميوزك برينز (الإنجليزية)